# Gran Premi de Bèlgica del 1961
Resultats del Gran Premi de Bèlgica de Fórmula 1 disputat la temporada 1961 al circuit de Spa Francorchamps el 18 de juny del 1961.

## Resultats
| Pos | No | Pilot                   | Equip             | Voltes | Temps/ Retirada         | Pos. de sortida | Punts |
| --- | -- | ----------------------- | ----------------- | ------ | ----------------------- | --------------- | ----- |
| 1   | 4  | Phil Hill               | Ferrari           | 30     | 2h 03' 03. 8            | 1               | 9     |
| 2   | 2  | Wolfgang von Trips      | Ferrari           | 30     | + 0.7 s                 | 2               | 6     |
| 3   | 6  | Richie Ginther          | Ferrari           | 30     | + 19.5 s                | 5               | 4     |
| 4   | 8  | Olivier Gendebien       | Ferrari           | 30     | + 45.6 s                | 3               | 3     |
| 5   | 24 | John Surtees            | Cooper - Climax   | 30     | + 1' 26.8 min.          | 4               | 2     |
| 6   | 20 | Dan Gurney              | Porsche           | 30     | + 1' 31.0 min.          | 10              | 1     |
| 7   | 18 | Jo Bonnier              | Porsche           | 30     | + 2' 47.1 min.          | 9               |       |
| 8   | 14 | Stirling Moss           | Lotus - Climax    | 30     | + 3' 55.6 min.          | 8               |       |
| 9   | 40 | Jackie Lewis            | Cooper - Climax   | 29     | + 1 Volta               | 13              |       |
| 10  | 44 | Masten Gregory          | Cooper - Climax   | 29     | + 1 Volta               | 12              |       |
| 11  | 22 | Carel Godin de Beaufort | Porsche           | 28     | + 2 Voltes              | 14              |       |
| 12  | 34 | Jim Clark               | Lotus - Climax    | 24     | + 6 Voltes              | 16              |       |
| 13  | 38 | Tony Brooks             | BRM - Climax      | 24     | + 6 Voltes              | 7               |       |
| Ret | 36 | Graham Hill             | BRM - Climax      | 24     | Encesa                  | 6               |       |
| Ret | 26 | Maurice Trintignant     | Cooper - Maserati | 23     | Caixa canvi             | 20              |       |
| Ret | 46 | Lorenzo Bandini         | Cooper - Maserati | 20     | Pressió rodes           | 17              |       |
| Ret | 28 | Jack Brabham            | Cooper - Climax   | 12     | Motor                   | 11              |       |
| Ret | 30 | Bruce McLaren           | Cooper - Climax   | 9      | Encesa                  | 15              |       |
| Ret | 32 | Innes Ireland           | Lotus - Climax    | 9      | Motor                   | 18              |       |
| Ret | 12 | Lucien Bianchi          | Lotus - Climax    | 9      | Pèrdua d'oli            | 23              |       |
| Ret | 10 | Willy Mairesse          | Lotus - Climax    | 7      | Encesa                  | 19              |       |
| NVS | 42 | Tony Marsh              | Lotus - Climax    |        | No va sortir            |                 |       |
| NVS | 48 | Wolfgang Seidel         | Lotus - Climax    |        | No va sortir            |                 |       |
| NVS | 50 | Ian Burgess             | Lotus - Climax    |        | No va sortir            |                 |       |
| NVS | 16 | Cliff Allison           | Lotus - Climax    |        | Averia a les pràctiques |                 |       |

## Altres
- Pole: Phil Hill 3' 59. 3

- Volta ràpida: Richie Ginther 3' 59. 8 (a la volta 20)